# Arne Haslie
Arne Haslie (20 aprile 1950) è un ex calciatore norvegese, di ruolo difensore.

## Carriera

### Club
Haslie vestì la maglia del Vålerengen dal 1968 al 1979: in questo periodo, totalizzò 98 presenze e 7 reti in campionato. Nel 1980 si trasferì al Lyn Oslo. Esordì in squadra in data 8 maggio, in occasione del pareggio a reti inviolate sul campo dello Skeid. Il 24 agosto realizzò la prima rete, nella vittoria per 0-2 in casa del Fredrikstad.

### Nazionale
Conta 2 presenze per la Norvegia under 21. Debuttò il 3 ottobre 1972, schierato titolare nella sconfitta per 1-3 contro i Paesi Bassi under 21.